# Rue de l'Ange (Namur)
Pour les articles homonymes, voir Rue de l'Ange.
La rue de l'Ange, est une voie de circulation de la ville de Namur, en Belgique. C'est l'une des principales rues commerçantes de la ville, le long de laquelle se tient notamment le marché hebdomadaire. Elle tire son nom de la pompe de l'Ange, œuvre du sculpteur namurois François-Joseph Denis, classée au patrimoine immobilier wallon,,

## Localisation
Prolongation de la rue de Fer, au centre-ville de Namur.

## Histoire
Le poète Henri Michaux est né dans une maison de cette rue en 1899.